# Martin Michalik

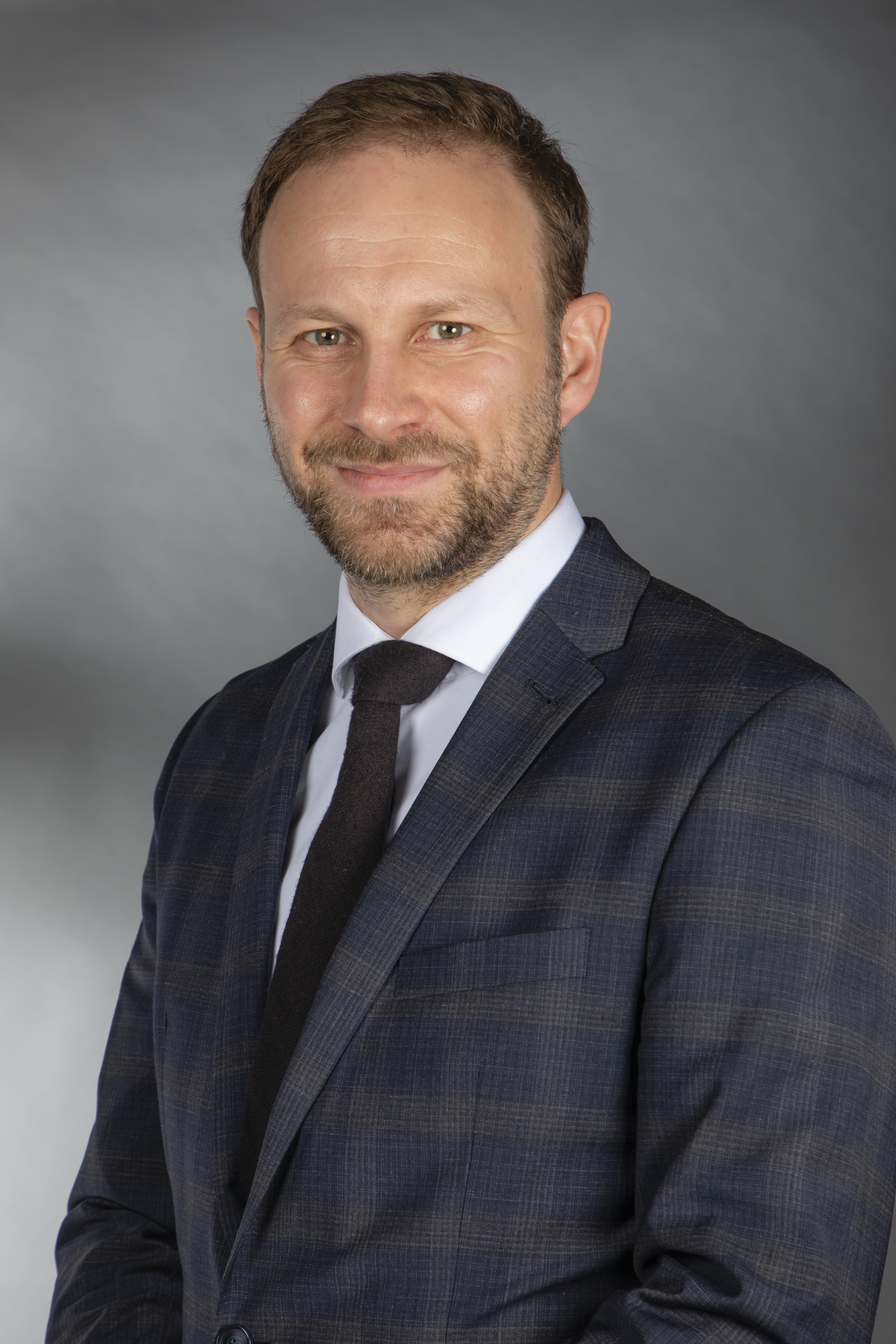
Martin Michalik (2019)

Martin Michalik (* 1983 in Gliwice, Polen) ist ein deutscher Politiker der CDU. Seit 2019 ist er Mitglied der Bremischen Bürgerschaft.

## Biografie

### Ausbildung und Beruf
Michaliks Familie floh von Polen nach Deutschland, als er vier Jahre alt war. Er ist als Online-Marketing-Manager in Bremen tätig. Zuvor absolvierte er eine Ausbildung zum Lokführer und studierte Rechtswissenschaften an der Universität Bremen, welches er ohne Staatsexamen beendete. Er arbeitet als Digital Marketing Manager in Bremen.
Michalik ist verheiratet und hat zwei Kinder. Er wohnt in Bremen-Vahr.

### Politik
Michalik ist Mitglied der CDU Bremen. Er war von 2013 bis 2019 Mitglied im Beirat (Stadtteilparlament) Bremen-Vahr.
Seit 2019 ist er Abgeordneter der Bremischen Bürgerschaft. Er ist über den Listenplatz in die Bürgerschaft Bremen für den vor dem Wahltag verstorbenen Politiker Jörg Kastendiek nachgerückt. 2020 wurde Michalik Vorsitzender der Enquete-Kommission Klimaschutz in Bremen.
Im Juni 2023 wurde er zum stellvertretenden CDU-Fraktionsvorsitzenden gewählt. Er ist aktuell Sprecher für Energiepolitik sowie für Klima und Nachhaltigkeit der CDU-Fraktion.